# Tibouchina oroensis
Tibouchina oroensis är en tvåhjärtbladig växtart som beskrevs av Henry Allan Gleason. Tibouchina oroensis ingår i släktet Tibouchina och familjen Melastomataceae. Inga underarter finns listade i Catalogue of Life.